# 중국 내 반서방 정서
1990년대 초반 이후로 중국에서는 반서방 감정이 증가하고 있으며, 특히 중국의 젊은 성인들 사이에서 두드러진다. 서방에 대한 상당한 반발을 불러일으킨 주목할 만한 사건으로는 1999년 나토(NATO)의 베오그라드 주재 중국 대사관 폭격, 2008년 올림픽 성화 봉송 도중 벌어진 시위, 그리고 서방 언론의 편향성 의혹(특히 2008년 3월 티베트 소요 사태 관련된 보도) 등이 중국 내에서 강한 반서방 반발을 불러일으킨 사건으로 꼽힌다.
중국 내에서는 서방의 대(對)중국 의도에 대한 의심이 여전히 존재하며, 이는 주로 역사적 경험, 특히 '백년국치'에서 비롯된 것이다. 일부에서는 이러한 의심이 중국 공산당의 애국주의 교육에 의해 강화되었다고 주장하기도 한다.

## 배경

### 청나라
반서방 정서는 제1차 및 제2차 아편 전쟁과 의화회가 서양인, 선교사, 그리고 개종한 중국 기독교인을 공격했던 의화단 운동에서 드러났다. 청나라는 반서방 세력, 온건파, 개혁파로 분열되었다. 만주족 왕자 자이이와 중국인 장군 동복상은 1만 명 규모의 무슬림 병력인 감숙용군을 이끌고 의화단 운동 당시 서양인들을 공격했으며, 랑팡 전투에서 그들을 물리쳤다.

### 무슬림들
중국 고위 무슬림 장교들의 외국인 혐오는 종교적 이유보다는 외국인들이 중국 내 사안을 다루는 방식에서 비롯된 것으로, 무슬림이 아닌 다른 중국인들이 외국인을 혐오하는 이유와 동일하다. 일부 중국 무슬림 군 장교들이 반외세 정서를 가지게 된 또 다른 동기는 승진과 부를 추구하는 목적도 있었다.

### 국민당 반서방주의
국민당 당원 중 일부도반서방 감정을 품고 있었다. 국민당 무슬림 장군 바이충시는 광시에서 반외국주의 운동을 주도하여 미국, 유럽, 그리고 다른 외국인과 선교사들을 공격했고, 광시 성을 외국인에게 위험한 곳으로 만들었다. 서양인들은 광시 성을 떠났고, 일부 중국 기독교인들도 제국주의의 앞잡이로 몰려 공격을 받았다. 서양인들은 거리에서 공격을 받았고, 그들 중 다수는 각자의 영사관으로 도망쳤다. 그의 운동의 세 가지 목표는 반외국주의, 반제국주의, 그리고 반종교였다.
국민당 일원으로서, 바이충시와 광시파 구성원들은 다른 당원들과 마찬가지로 외세를 중국에서 몰아내는 목표를 공유했기 때문에 공산당이 외국인을 공격하고 우상을 파괴하는 것을 계속 허용했지만, 공산당이 사회 개혁을 시도하는 것을 막았다.
바이충시는 중국의 다른 지역에서도 외세를 강력히 몰아내길 원했다. 그는 공개 연설에서 중국의 소수 민족이 "외세의 억압"으로 고통받고 있다고 주장했다. 그는 중국 정부와 국민에게 해당 지역에서 외국인을 몰아내는 데 도움을 줄 것을 촉구했다. 그는 직접 신장을 탈환하여 중국의 지배 하에 두기 위한 원정을 이끌고자 했는데, 이는 둥간 혁명 당시 좌종당이 이끌었던 방식과 유사하다. 바이충시가 후이족 출신이었다는 점에 주목하는 것이 중요하다.
국민당 내의 파시스트 준군사조직인 남의사는 무솔리니의 검은셔츠를 모델로 하여 반외세, 반공산주의적이었으며, 외국(일본과 서방) 제국주의자들을 중국에서 몰아내고 공산주의를 타도하며 봉건제를 철폐하는 것이 자신들의 의제라고 선언했다. 반공산주의에 더해 장제스의 오른팔인 다이리와 같은 일부 국민당원들은 반미주의자 였으며 미국의 영향력을 몰아내고자 했다.

### 역사
중국 내 반서방 감정의 원인에는 1839부터 1860년까지의 두 차례 아편 전쟁에서 시작하여 제2차 세계 대전 후 일본이 축출된 시기인 중국 역사의 집단적 기억이 포함된다. 이 시기는 중국이 서방 연합군에 의해 약탈당했던 시기로, 중국인들에게 백년국치로 알려져 있다. 왕정은 이 시기가 "제국주의자들에 의해 공격받고, 괴롭힘을 당하고, 갈기갈기 찢겨졌다"고 썼다. 미시간 대학교 정치학 교수인 케네스 리버설은 올림픽 성화 봉송 당시 서방 도시에서 일어난 시위가 중국인들 사이에서 "깊은 역사적 공명"을 불러일으켰다고 주장했다. 중국인들은 150년 전의 국제적 위상 하락했던 중국이 이제 회복되고 있는 시점에서, "서방이 다시 중국을 굴욕시키려 한다"고 의심한다는 것이다. 이러한 견해를 뒷받침하는 2007년 조사에 따르면 중국 일반 대중의 45%는 미국이 "중국이 대국이 되는 것을 막으려 한다"고 믿는 반면, 미국이 "중국을 떠오르는 대국으로 인정한다"고 믿는 사람은 32%, "확실하지 않다"고 생각하는 사람은 23%에 불과했다. 홍콩과 마카오의 중국 반환을 통해 이러한 감정이 부분적으로 완화되었지만, 대만의 해결되지 않은 정치적 지위는 일부에게는 중국의 약점과 분열을 상기시키는 것으로 남아 있다.
미국 국무부 동아시아·태평양 담당 차관보였던 제임스 켈리는 올림픽 성화 봉송 시위에 대한 분노와 민족주의적 정서가 30세 미만의 중국인들에게 더 집중되어 있다고 지적했다. 자오쑤이성과 케네스 B. 파일은 젊은 세대가 경험한 중국 교육 정책의 변화가 그들의 민족주의 강화의 한 원인이라고 주장한다. 왕정은 1990년대에 이르러 국제 정세의 변화로 인해 중국 통치자들의 합법화 이념으로서 공산주의의 매력이 감소했다고 주장한다. 그 결과, 중국 공산당은 1949년 이후 도입했던 역사 해석 체계, 즉 중국 역사를 계급투쟁의 역사로 보는 관점을 뒤집고, 역사를 '국가 중심적'으로 재해석하는 방향으로 전환했다. 1991년에 발표되어 1994년에 본격적으로 시행된 이 "애국 교육 운동"은 역사를 국가적 관점에서 재해석하여 태평천국의 난을 진압했지만 러시아의 신장 침략을 저지했던 쑨 장군과 같은 인물들을 교화하고, 제2차 중일 전쟁에서 중국 민족주의 (단순히 공산주의자가 아닌) 투사들의 역할을 인정했다. 학생들은 이러한 이야기에서 이전 마르크스주의 교리 수업보다 더 큰 공감을 얻는다. 역사 교과서뿐만 아니라 부모와 조부모를 통해서도 중국이 당했던 참상에 대한 이야기를 직접 듣기 때문이다.

## 1999년부터

### 1999년 베오그라드 중국 대사관에 대한 NATO 폭격
1999년 5월 7일, 연합군 작전 중 NATO의 유고슬라비아 공습으로 인해 중국인 3명이 사망했다. 미국은 폭격이 오래된 지도 사용으로 인한 사고라고 주장했지만, 이러한 설명을 받아들이는 중국인은 거의 없었다. 이 사건은 광범위한 분노를 불러일으켰고, 공격 이후 중국 관리들은 폭격을 "야만적인 행위"이자 "전쟁 범죄"로 규정했다. 한편 유럽과 미국의 중국 학생들은 NATO 파시즘에 반대하는 시위를 벌였다.
중국에서는 수천 명이 베이징과 다른 지방 수도에서 시위 행진에 참여했으며 일부 시위자들은 미국 및 기타 NATO 국가의 외교 사절단에 가스 폭탄과 돌을 던졌다. 청두에서는 미국 영사관이 방화되었다.

### 2008년 베이징 올림픽 성화 봉송 시위
2008년 베이징 하계 올림픽을 앞두고, 국제 구간에서 진행된 올림픽 성화 봉송은 주로 "중화인민공화국의 인권과 티베트의 독립"을 주제로 광범위한 시위를 겪었다. 런던에서는 성화가 시내를 지나가는 동안 시위대와 경찰이 충돌하면서 37명이 체포되었다. 파리에서는 시위대가 행렬을 방해하면서 봉송이 중단되고 성화가 버스로 운반되었다.
아테네, 이스탄불, 부에노스 아이레스, 방콕, 캔버라, 나가노, 서울에서도 시위가 일어났다. 이에 중국 정부 관리들은 시위를 비난했고 화교들은 성화 봉송 현장에서 '친중' 맞불 시위를 조직했고 많은 중국 도시에서 맞대응 시위가 벌어졌다.
시위가 서방 언론을 통해 제기된 특정 문제를 겨냥한 것이었음에도 불구하고, CCTV와 같은 중국 국영 매체는 시위대를 '반중국적'이라고 칭했다. 일례로 중국 관영 중국일보는 "2008년 올림픽 성화 봉송에 대한 최근 시위는 모두 중국 정부에 대한 것이 아니다. 그들은 전 세계 모든 곳에 사는 평범한 중국인들에 대한 것이다."라고 보도했다.
중국 활동가들은 최소 10개 중국 도시의 까르푸 매장 밖에서 시위를 조직하고 파리 시위 이후 쇼핑객들에게 까르푸에 대한 불매 운동을 촉구했다. 인터넷과 휴대전화를 통해 배포된 메시지에는 까르푸가 달라이 라마를 지지한다고 비난하는 내용이 담겨 있었다. 까르푸 CEO 호세 루이스 뒤랑은 이러한 주장을 부인했다.

### 미디어 편향
중국과 해외의 중국 네티즌들은 2008년 3월 티베트 소요 사태에 대해 서방 언론이 부정확한 보도를 했다고 비난했다. 국영 중국일보의 기사에 따르면, 여러 중국 활동가들이 서방 언론이 중국의 이미지를 손상시키기 위해 사건을 잘못 보도하고 왜곡했다고 근거를 들어 비난했다. 중국 활동주의는 이 문제에 대해 의견을 밝히며, 서방 언론의 티베트 폭력 보도는 "무지와 편견"을 드러냈다고 주장했다. 중국에 대한 전반적인 보도는 "몇 가지 예외를 제외하고는 검열, 상한 식품, 인권 문제, 위험한 장난감 등에 대한 이야기만 게재되었다"고 하며 "젊은이들의 서방에 대한 혐오감을 부추기고 결국 젊은이들의 애국심을 고취시켰다"고 주장했다. 중국에 대한 서방 언론의 보도에 도전하기 위해 여러 웹사이트가 만들어졌는데, 여기에는 anti-cnn.com이 포함되며, 이 웹사이트의 설립자인 Rao Jin은 서방 언론의 보도를 "백인 우월주의"라고 설명했다.
또한 중국 정부는 언론 편향 문제에 대해 입장을 밝혔다. 영국 주재 중국 대사 푸잉은 서방 언론이 중국을 '악마화' 하려 했다고 지적했다. 2008년 4월, 뉴스 해설자 잭 캐퍼티가 중국인을 "깡패와 폭력배 무리"라고 지칭한 후 중국 외교부는 CNN에 사과를 요구했고, CNN은 이에 대해 사과했다.
제임스 캘리는 중국의 언론 검열 자체가 서구에 대한 반감을 조장하는 주요 요인일 수 있다고 주장하며 중국 언론이 서구에 대해 "매우 편향된" 시각을 제공한다고 주장했다.

### 티베트 독립
2009년 3월 2일, 중화인민공화국 국무원 정보판공실은 "티베트 민주 개혁 50년"이라는 제목의 백서를 발표했다. 이 백서는 1959년 티베트 봉기의 진압을 미국 남북전쟁에 비유하며, 중국의 티베트 봉건 농노제 폐지가 "미국 남북전쟁의 노예 해방 선언과 완전히 비교된다"고 주장했다. 백서는 또한 "서구의 반중 세력"이 제 14대 달라이 라마를 지지함으로써 티베트에 관한 역사적 사실을 무시했다는 비난을 받고 있으며 , 다음과 같이 주장힌다.
"따라서 소위 '티베트 문제'는 결코 민족, 종교, 인권 문제가 아니라 서방의 반중 세력이 중국을 억제하고 분열시키고 악마화하려는 시도라는 것이 분명해졌다." 

### 사이버 공격
2008년 3월 티베트 소요 사태에 대한 서방 언론, 특히 CNN의 편향된 보도 의혹 이후, CNN 웹사이트는 해킹을 당했고 "티베트는 과거, 현재, 그리고 앞으로도 중국의 일부였다"는 내용의 페이지로 대체되었다. 저니맨 픽처스의 닉 라자레데스 보고서 에 따르면, 중국 국민주의자들의 "애국적 해킹" 이 증가하고 있으며, 서방 보안 전문가들은 "사이버 전쟁"을 벌일 준비가 된 중국 해커가 최대 30만 명에 달할 것으로 추정한다.

### COVID-19 대응
COVID-19의 전 세계적 확산은 바이러스가 중국 후베이성의 수도인 우한에서 유래되었다는 사실로 인해 아시아인에 대한 차별과 외국인 혐오증을 낳았다.

## 미국에 대한 여론 조사
2008년, 100인 위원회는 조그비 인터내셔널과 호라이즌 리서치 컨설턴시 그룹의 지원을 받아 보고서를 작성했다."희망과 두려움" 이라는 제목의 이 보고서는 중국과 미국의 상호 태도에 대한 여론 조사 결과를 요약했다. 보고서에 따르면, 중국 일반 대중의 상당수는 서구 언론이 중국을 부정확하게 묘사한다고 생각하지만, 중국인들은 일반적으로 미국에 대해 호의적인 견해를 가지고 있으며, 아래 표에서 볼 수 있듯이 미국인보다 '애국심이 덜하다'고 응답했다.
|          | 중국 일반 대중 | 중국 여론 선도자들 | 중국 비즈니스 리더들 |
| -------- | -------------- | ------------------ | -------------------- |
| Yes      | 15             | 20                 | 44                   |
| No       | 49             | 53                 | 44                   |
| Not sure | 36             | 27                 | 12                   |

|              | 중국 일반 대중 | 중국 여론 선도자들 | 중국 비즈니스 리더들 |
| ------------ | -------------- | ------------------ | -------------------- |
| Favourable   | 60             | 86                 | 94                   |
| Unfavourable | 26             | 11                 | 6                    |

|                      | U.S. General Public | 중국 일반 대중 |
| -------------------- | ------------------- | -------------- |
| (1) Not at All       | 4                   | 0              |
| (2)                  | 4                   | 1              |
| (3)                  | 16                  | 24             |
| (4)                  | 22                  | 24             |
| (5) Highly Patriotic | 54                  | 47             |
| Not Sure             | 1                   | 4              |

## 참조
1. 1 2 3  “PM with Samantha Donovan” (오스트레일리아 영어). 2025년 6월 6일. 2025년 6월 7일에 확인함.
2. 1 2 3 4  Peter Hays Gries (July 2001). "Tears of Rage: Chinese Nationalist Reactions to the Belgrade Embassy Bombing". The China Journal. 46 (46). Canberra, Australia: Contemporary China Center, Australian National University: 25–43. doi:10.2307/3182306. ISSN 1324-9347. JSTOR 3182306. OCLC 41170782. S2CID 145482835.
3. 1 2  “Protests against 'Tibet independence' erupt in cities”. 2025년 6월 7일에 확인함.
4. 1 2  “Looking past Western media bias against China -- china.org.cn”. 2025년 6월 7일에 확인함.
5. 1 2  “China criticises Western media” (영국 영어). 2008년 3월 25일. 2025년 6월 7일에 확인함.
6. 1 2 3  "Hope and Fear: Full report of C-100's Survey on American and Chinese Attitudes Toward Each Other" (PDF). Committee of 100 with assistance from Zogby International and Horizon Research Consultancy Group. 2008. Archived from the original (PDF) on 9 November 2008. Retrieved 7 June 2025.
7. 1 2  “Chinese vent anti-Western fury online”. 《Christian Science Monitor》. ISSN 0882-7729. 2025년 6월 7일에 확인함.
8. 1 2  Zhao, Suisheng: "A State-led Nationalism: The Patriotic Education Campaign in Post-Tiananmen China", Communist and Post-Communist Studies, Vol. 31, No. 3. 1998. pp. 287-302
9. ↑  Wright, Mary Clabaugh (1962). 《The Last Stand of Chinese Conservatism: The T'ung-chih Restoration, 1862-1874》 (영어). Stanford University Press. ISBN 978-0-8047-0475-5.
10. ↑  Hastings, James; Selbie, John Alexander; Gray, Louis Herbert (1916). 《Encyclopædia of Religion and Ethics: Life and death-Mulla》 (영어). T. & T. Clark. ISBN 978-0-567-06509-4.
11. ↑  Lary, Diana (1974). 《Region and Nation: The Kwangsi Clique in Chinese Politics 1925-1937》 (영어). Cambridge University Press. ISBN 978-0-521-20204-6.
12. ↑  Lary, Diana (1974). 《Region and Nation: The Kwangsi Clique in Chinese Politics 1925-1937》 (영어). Cambridge University Press. ISBN 978-0-521-20204-6.
13. ↑  Lary, Diana (1974). 《Region and Nation: The Kwangsi Clique in Chinese Politics 1925-1937》 (영어). Cambridge University Press. ISBN 978-0-521-20204-6.
14. ↑  Lary, Diana (1974). 《Region and Nation: The Kwangsi Clique in Chinese Politics 1925-1937》 (영어). Cambridge University Press. ISBN 978-0-521-20204-6.
15. ↑  Wakeman, Frederic E. (2003). 《Spymaster: Dai Li and the Chinese Secret Service》 (영어). University of California Press. ISBN 978-0-520-92876-3.
16. ↑  Fenby, Jonathan (2004). 《Chiang Kai Shek: China's Generalissimo and the Nation He Lost》 (영어). Carroll & Graf. ISBN 978-0-7867-1318-9.
17. ↑  Friedberg, Aaron L.: "The Future of U.S.-China Relations: Is Conflict Inevitable?", International Security, Vol. 30, No. 2. (Fall 2005) pp. 7-45, p.20
18. ↑  Schell, Orville (2008년 8월 14일). “China: Humiliation & the Olympics”. 《The New York Review of Books》 (영어) 55 (13). ISSN 0028-7504. 2025년 6월 7일에 확인함.
19. 1 2 3  Wang, Zheng: "National Humiliation, History Education, and the Politics of Historical Memory: Patriotic Education Campaign in China", International Studies Quarterly, Vol. 52, No. 4. (December 2008) pp. 783-806, p.784
20. ↑  Pyle, Kenneth B.: "Reading the New Era in Asia: The Use of History and Culture in the Making of Foreign Policy", Asia Policy, 3. 2007. pp. 1-11
21. ↑  “CNN - Chinese demand U.N. meeting after Belgrade embassy attacked - May 7, 1999”. 2015년 4월 4일에 원본 문서에서 보존된 문서. 2025년 6월 7일에 확인함.
22. ↑  "World: Europe; Analysis: Nato's diplomatic blunder"[깨진 링크(과거 내용 찾기)]. BBC News. 8 May 1999. Retrieved 9 May 2009.
23. ↑  "Families grieve victims of Chinese embassy bombing as NATO air campaign continues". CNN. 10 May 1999. Archived from the original on 9 July 2012. Retrieved 7 June 2025.
24. ↑  “Clashes along Olympic torch route” (영국 영어). 2008년 4월 6일. 2025년 6월 7일에 확인함.
25. ↑  Walker, Peter; Batty, David (2008년 4월 7일). “Olympic torch relay cut short amid Paris protests”. 《The Guardian》 (영국 영어). ISSN 0261-3077. 2025년 6월 7일에 확인함.
26. ↑  “Demonstrators disrupt Olympic torch lighting” (영어). 2008년 3월 25일. 2025년 6월 7일에 확인함.
27. ↑  “Anti-China protest targets Olympic torch ceremony”. 《The New York Times》 (미국 영어). 2008년 4월 3일. ISSN 0362-4331. 2025년 6월 7일에 확인함.
28. ↑  “Argentine torch relay unhindered” (영국 영어). 2008년 4월 11일. 2025년 6월 7일에 확인함.
29. ↑  “Bangkok relay for Olympic torch” (영국 영어). 2008년 4월 19일. 2025년 6월 7일에 확인함.
30. ↑  "Rival demonstrators face off in Canberra". ABC News. 24 April 2008. Archived from the original on 18 July 2012. Retrieved 23 May 2009.
31. ↑  Sheridan, Michael (27 April 2008). "Japan mobs Olympic torch of trouble"[깨진 링크(과거 내용 찾기)]. Times Online. London. Retrieved 7 June 2025.
32. ↑  “Scuffles at South Korea torch leg” (영국 영어). 2008년 4월 27일. 2025년 6월 7일에 확인함.
33. ↑  “China condemns 'vile' London torch protests - Times Online” (영어). 2008년 9월 7일에 원본 문서에서 보존된 문서. 2025년 6월 7일에 확인함.
34. ↑  "San Francisco Olympic torch run moved amid protests". CBC News. 6 May 2008. Archived from the original on 30 June 2008. Retrieved 7 June 2025.
35. ↑  “CCTV International”. 2025년 6월 7일에 확인함.
36. ↑  “Muse of 2008 Olympic torch relay”. 2025년 6월 7일에 확인함.
37. ↑  “Anti-Carrefour protests spread - China Economic Review”. 2008년 5월 16일에 원본 문서에서 보존된 문서. 2025년 6월 7일에 확인함.
38. ↑  “Carrefour faces China boycott bid” (영국 영어). 2008년 4월 15일. 2025년 6월 7일에 확인함.
39. ↑  “Carrefour CEO Denies Backing Dalai Lama” (영어). 2025년 6월 7일에 확인함.
40. ↑  “Lhasa riot reports show media bias in West Comments”. 2025년 6월 7일에 확인함.
41. 1 2  “Chinese youth feel attached to country, aware of social issues_English_Xinhua”. 2025년 6월 7일에 확인함.
42. 1 2  “CNN apologises to China over 'thugs and goons' comment by Jack Cafferty - Times Online” (영어). 2010년 6월 6일에 원본 문서에서 보존된 문서. 2025년 6월 7일에 확인함.
43. 1 2  Nick Lazaredes (2008). Cyber Warriors (Internet-Documentary). China: Journeyman Pictures.
44. ↑  “Chinese ambassador Fu Ying: Western media has 'demonised' China” (영어). 2008년 4월 12일. 2025년 6월 7일에 확인함.
45. 1 2  “Fifty Years of Democratic Reform in Tibet - china.org.cn”. 2025년 6월 7일에 확인함.
46. ↑  Perng, Wei; Dhaliwal, Satvinder K. (2022년 5월 1일). “Anti-Asian Racism and COVID-19: How It Started, How It Is Going, and What We Can Do”. 《Epidemiology (Cambridge, Mass.)》 33 (3): 379–382. doi:10.1097/EDE.0000000000001458. ISSN 1531-5487. PMC 8983612. PMID 34954709.